# کانادایر سی‌ال-۲۱۵
کانادایر سی‌ال-۲۱۵ (به انگلیسی: Canadair CL-215) هواپیماهایی دو موتوره، آتش نشان و از نوع هواپیمای آب‌نشین ساخت شرکت کانادایر کشور کانادا است که به منظور کمک رسانی و اطفاء حریق در مناطقی که به شکل‌های گوناگون دسترسی به آنها مشکل است به کار می رود. از این نوع هواپیما در فعالیت های آتش‌نشانی هوایی استفاده می شود.

## تاریخچه
در کشورهایی مانند امریکا و کانادا که همه ساله میلیونها دلار از منابع طبیعی خود مانند جنگلها را در سوانح اتش سوزی از دست می دهند استفاده از تیمهای اطفا حریق و اتش نشان مدرن و مجهز از اولویتهاست که در کنار هلیکوپترها از هواپیماهای تخصصی در این امر نیز استفاده وسیع و گسترده ایی می شود. و از سال ۱۹۶۷ این پرنده وارد نیروی هوایی کانادا شد.

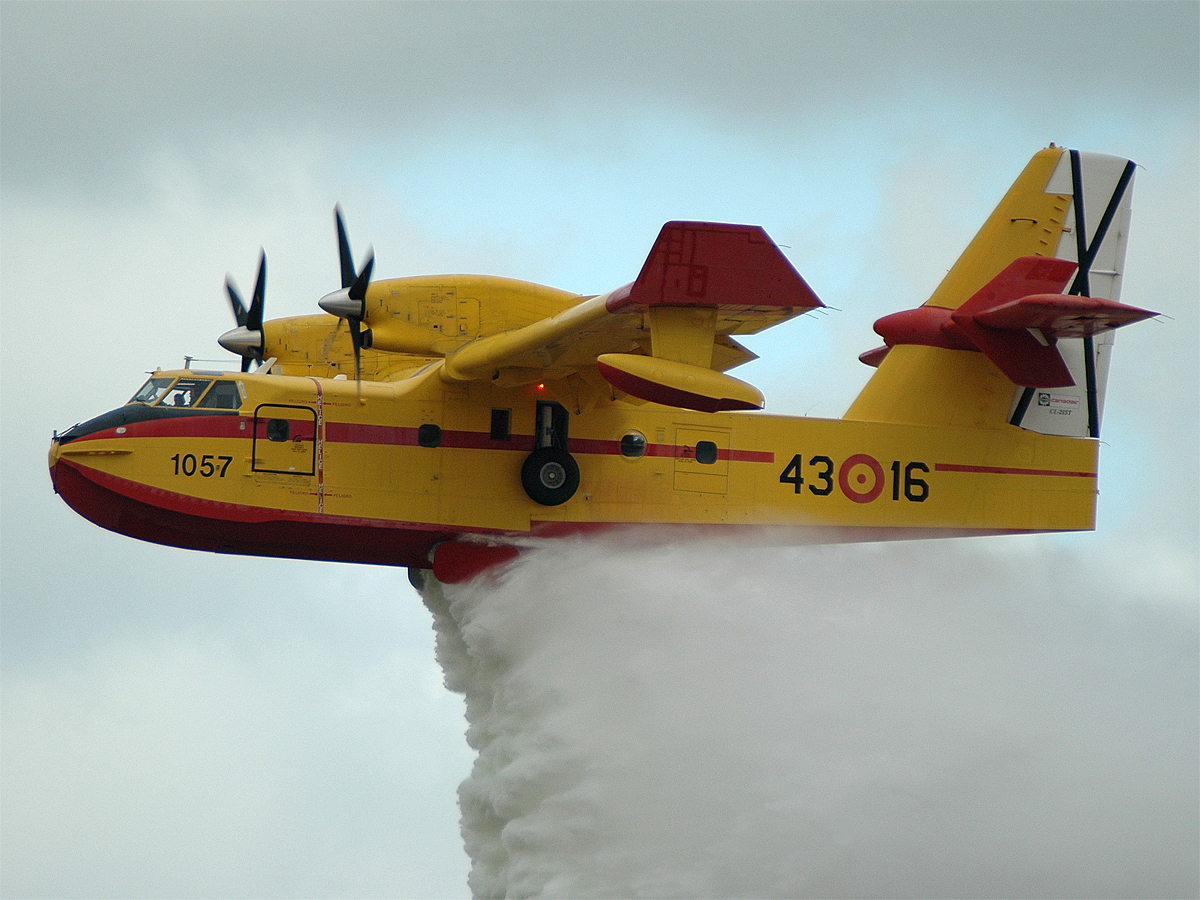
کانادایر سی‌ال-۲۱۵ متعلق به نیروی هوایی اسپانیا